# Gregorygletsjer (Groenland)
De Gregorygletsjer is een gletsjer in Nationaal park Noordoost-Groenland in het oosten van Groenland.

## Geografie
De gletsjer is zuidwest-noordoost georiënteerd en heeft een lengte van meer dan 40 kilometer. De hoofdtak heeft een breedte van ongeveer twee kilometer. De gletsjer heeft meerdere takken en op de hoofdtak komen meerdere takken uit en er ontspringen meerder takken uit die als gletsjer of smeltwater uitkomen op het Keizer Frans Jozeffjord of de Nordenskiöldgletsjer. Op ongeveer acht kilometer naar het noorden ligt de Jættegletsjer, maar komt er niet op uit, en ongeveer 15 kilometer westelijker ligt de Victor Madsengletsjer.
De gletsjer ligt in het westelijk deel van Frænkelland.